# Lainzer Tiergarten
 (mai 2024).
Le Lainzer Tiergarten est une vaste réserve naturelle de Vienne ouverte au public. Il ne s'agit pas d'un parc animalier comme son nom l'indique pourtant, mais plutôt d'un vaste terrain boisé où les animaux sauvages en particulier les ongulés abondent. Sa superficie de 24 km² (2400 hectares) en fait de loin le plus vaste espace vert de Vienne, avec plus de six fois la taille de Central Park. En tant que zone protégée, elle fait également partie de la réserve de biosphère du Wienerwald.

## Localisation
Le Lainzer Tiergarten est situé à la périphérie, au sud-ouest de Vienne. Son nom se compose de son emplacement près du quartier Lainz du 13ème arrondissement de Vienne, et Tiergarten, qui signifie zoo (littéralement, "jardin des animaux"). On s'y rend en transports en commun avec le tramway 60, pris depuis l'arrêt du métro U4 "Hietzing" jusqu'à l'arrêt "Hermesstrasse".

## Taille
La surface totale du Lainzer Tiergarten est de 2 450 hectares, dont 1 945 hectares de surfaces boisées. Le mur d’enceinte du Lainzer Tiergarten mesure environ 22 kilomètres de long.

## Histoire
Il remonte à 1561, lorsque Ferdinand Ier l'a créé comme terrain de chasse clôturé pour sa famille. Il était réservé jusqu'à la fin du XVIIIe siècle exclusivement à la Noblesse, les paysans n'étaient pas autorisés à abattre le gibier qui attaquait leurs récoltes, ou à y couper du bois.
Les paysans commencèrent à protester, et au milieu du XVIIIe siècle décidèrent d'abattre de leur propre chef le gibier présent sur leurs terrains. Marie Thérèse fit certes exécuter les meneurs, mais compréhensive à l'égard de la détresse des paysans, elle ordonna un renforcement de l'abattage du gibier par les chasseurs autorisés, la viande étant ensuite revendue à bas prix aux paysans. Elle signa également en 1770 un décret ordonnant que le gibier devrait désormais être maintenu dans des terrains clôturés.
C'est le terrain boisé actuel dans le Wienerwald qui fut choisi pour abriter le Saugarten  (de l'allemand "parc à porcs"), du fait de sa forte population animalière et de la faible densité humaine environnante.

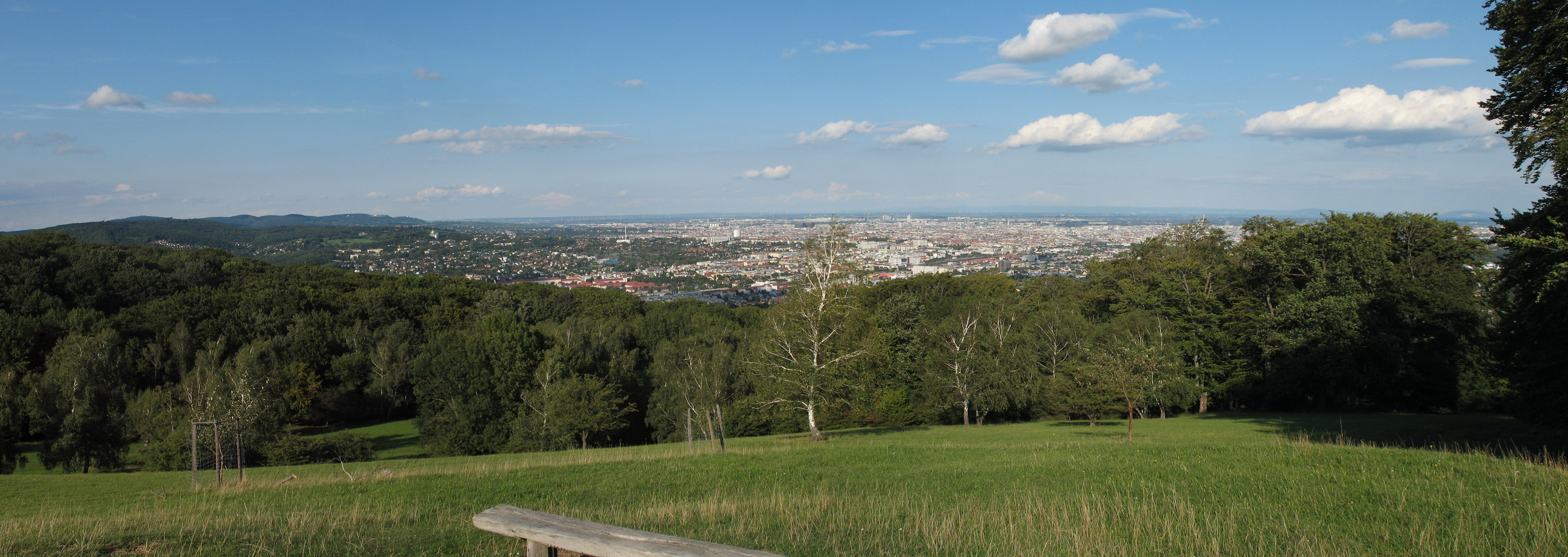
„Wiener Blick“

Devant la nécessité de réparer régulièrement les planches en bois de l'enclos, Joseph II ordonna la construction d'un réel mur à la place. Seul maçon à ne pas s'être entendu avec ses confrères sur un prix démesurément élevé, Philipp Schlucker se vit confier ce projet, et devint le protégé de l'Empereur.

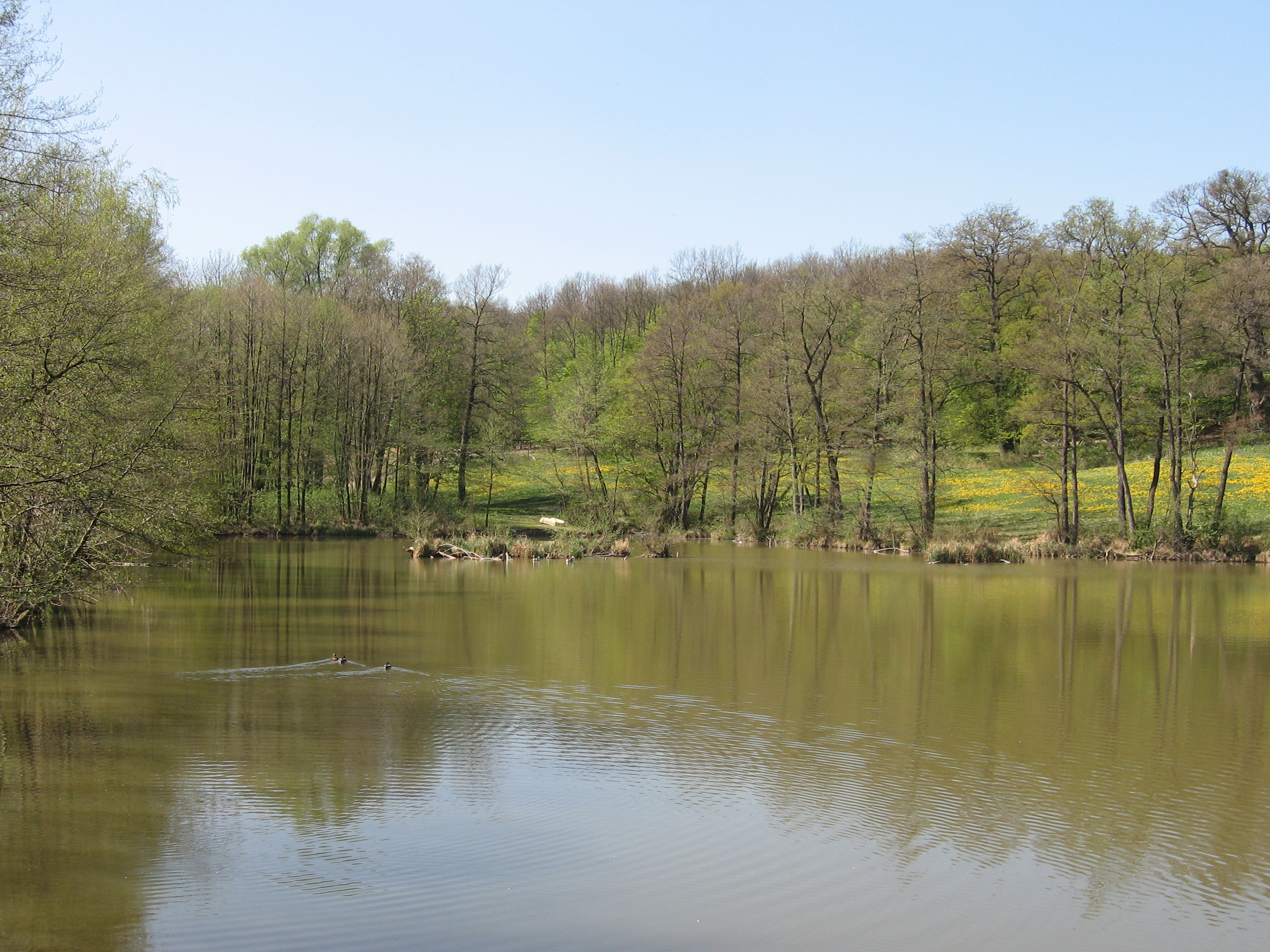
Étang de Grünau.

Les gardes stationnés aux portes du parc se mirent à revendre des boissons alcoolisées pour arrondir leurs fins de mois, faisant de ces portes des points de rencontre prisés des paysans et bûcherons des environs.
En parallèle à ce projet de construction, du gibier fut capturé dans le Wienerwald avoisinant pour faire grossir la population animale du parc.
François-Joseph Ier d'Autriche fit construire en 1882 la Villa Hermes par Carl von Hasenauer dans le but de mieux attacher la princesse Sissi à Vienne à proximité du Château de Schönbrunn. Il fit également élargir toutes les allées du parc à cinq mètres afin que la princesse puisse pratiquer l'équitation confortablement. Sissi n'en fut guère touchée.
François-Ferdinand d'Autriche se vanta d'avoir abattu près de 300 000 animaux sa vie durant. Le gibier se fit encore plus rare avec la Première Guerre mondiale, et 4 000 arbres furent abattus pour bâtir des fortifications visant à contrer l'avancée russe.
En 1918, le Saugarten prit définitivement le nom de "Lainzer Tiergarten", puis fut ouvert au public l'année suivante. Un groupe d'invalides de guerre s'établit en 1920 sur une partie du parc et exigea de la ville la construction de logements. L'architecte Robert Kalesa dressa les plans de ce qui deviendrait par la suite le quartier Friedensstadt, désormais situé en dehors du parc.
En 1941, le parc devint zone naturelle protégée. Occupée par l'armée soviétique, la Villa Hermes fut pillée par ses soldats, et le butin en partie revendu au marché noir. Divers parcs animaliers et initiatives privées aidèrent à repeupler le parc dans les années d'après-guerre.
La fonction originelle de la clôture, d'empêcher les animaux sauvages de s'échapper, s'est maintenant transformée en une mission de protection de cette zone naturelle. Depuis 1973, l'entrée au parc est gratuite, en faisant une destination prisée des Viennois.

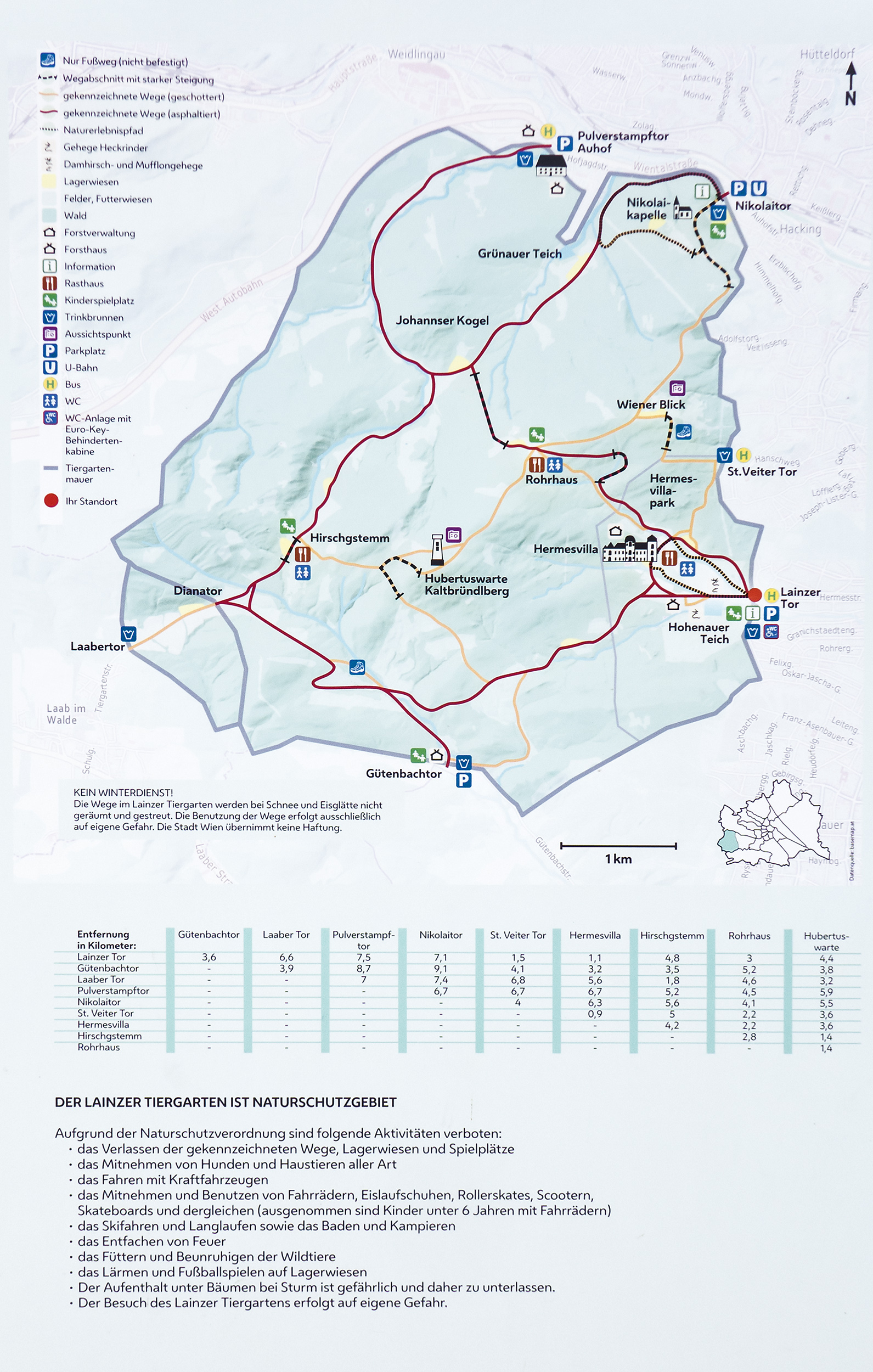
Plan du Lainzer Tiergarten.

L'ensemble du Lainzer Tiergarten est une réserve naturelle Natura 2000 et abrite certains des plus vieux hêtres et chênes de la forêt viennoise.

## Mur et portes

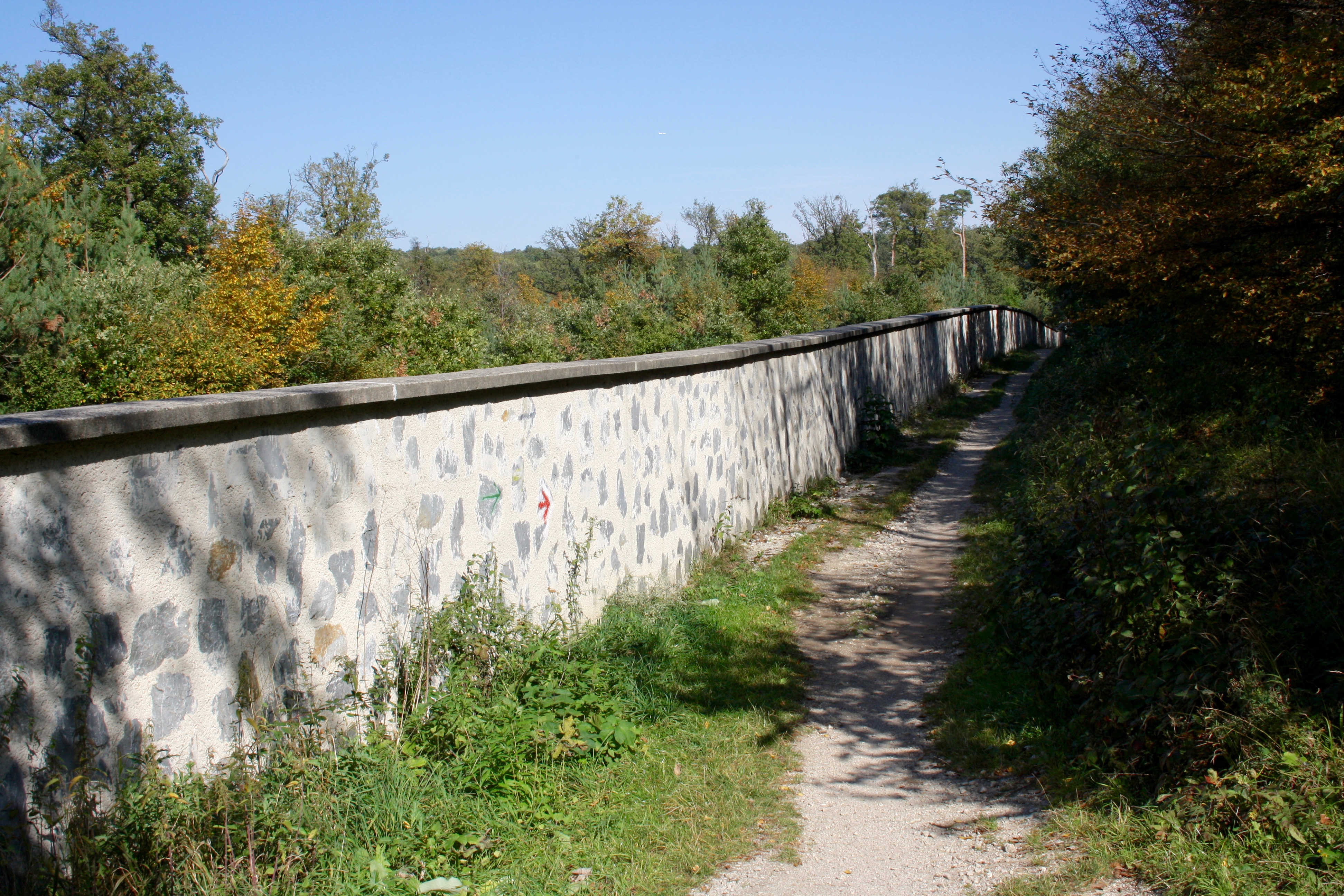
Mur du Lainzer Tiergarten

Le mur d'enceinte encercle l'intégralité du Lainzer Tiergarten, sur une longueur de près de 22 kilomètres.
L'accès au Lainzer Tiergarten n'est possible qu'au moyen des Portes suivantes (leurs horaires d'ouverture varient selon la Porte et la saison):
- Lainzer Tor
- Gütenbachtor
- Laaber Tor
- Pulverstampftor
- Nikolaitor
- Adolfstor (depuis février 2007 définitivement fermée du fait de sa faible fréquentation)
- Sankt Veiter Tor

## Espèces animales
Le Lainzer Tiergarten a toujours été caractérisé par une richesse de faune (fortement décimée dans l'après-guerre). Cerfs, daims, chevreuils, renards,mouflons européens (moutons sauvages à cornes) et surtout les sangliers font partie des nombreuses espèces d'animaux que l'on y trouve. Les mouflons, introduits en 1840 du zoo de Schönbrunn, ont mis près de 20 ans avant de s'acclimater à leur nouvel environnement et commencer à se reproduire. Aujourd'hui, le Lainzer Tiergarten abrite entre 800 et 1000 sangliers, 200 à 250 daims, environ 700 mouflons et 80 à 100 cerfs rouges. On y voit aussi des tarpans, une race de petits chevaux sauvages originaires du sud de la Russie.
Une grande variété de chauves-souris a également été identifiée : sur les 29 espèces de chauves-souris originaires d’Autriche (22 à Vienne), le Lainzer Tiergarten en abrite à lui seul 18. 

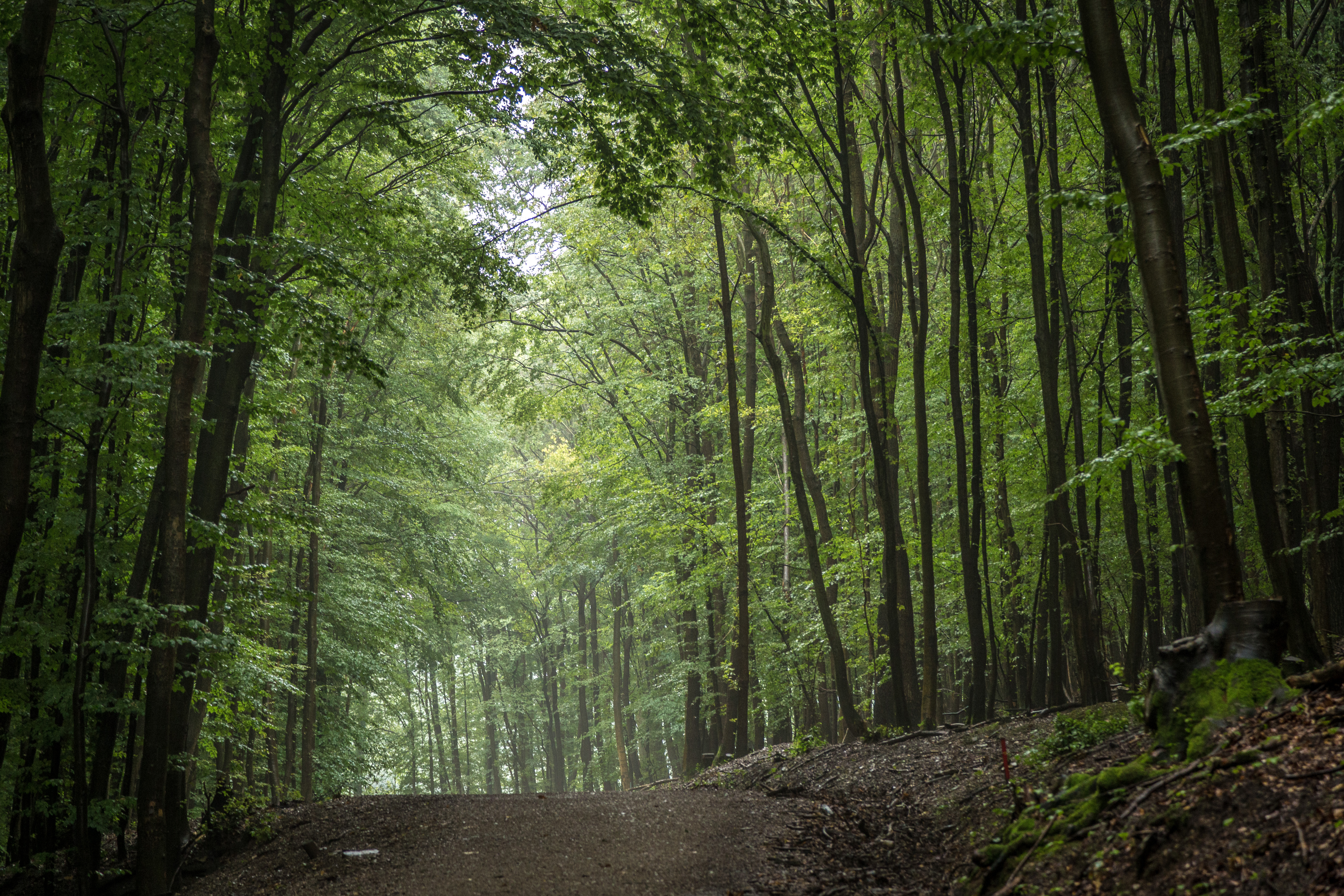
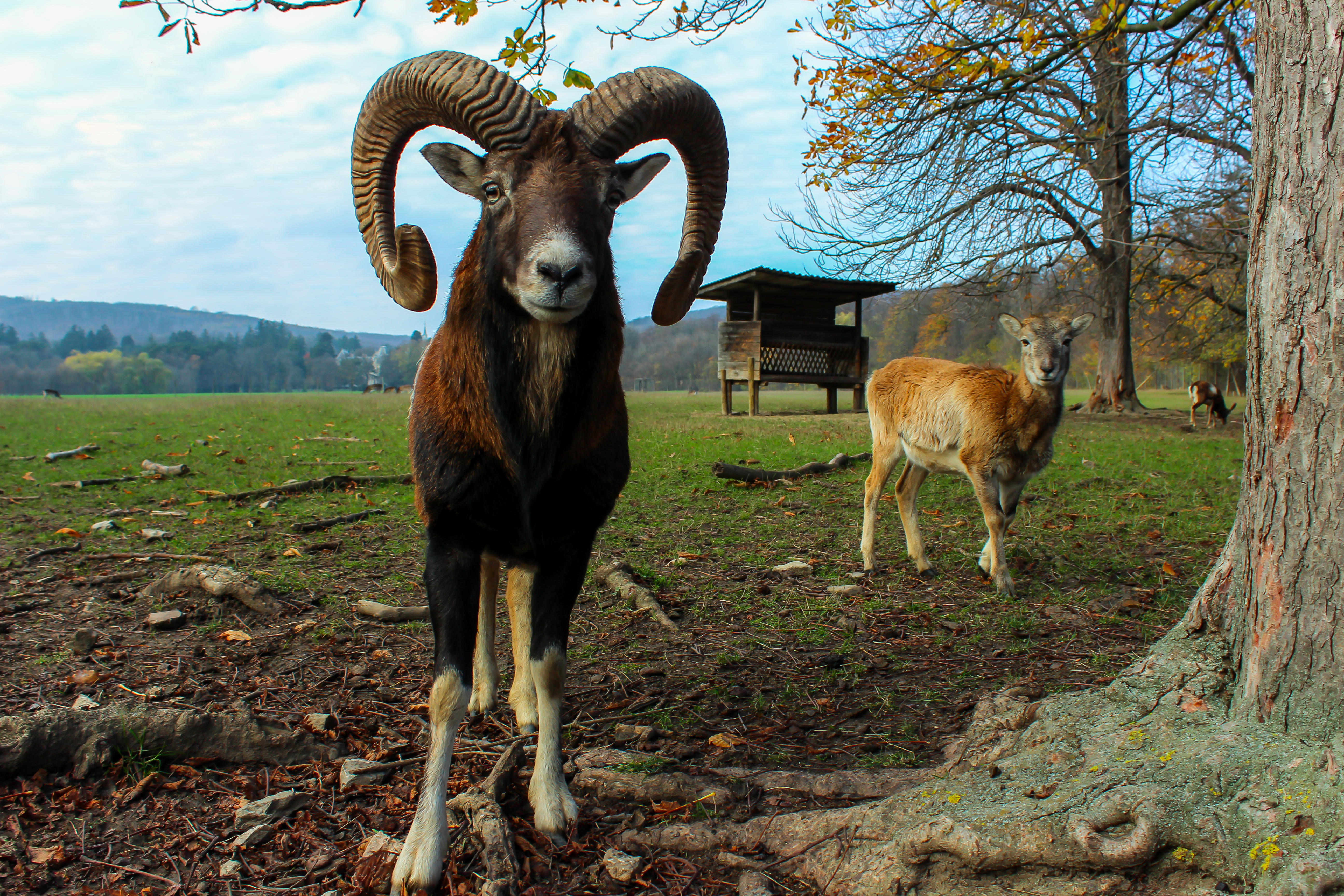
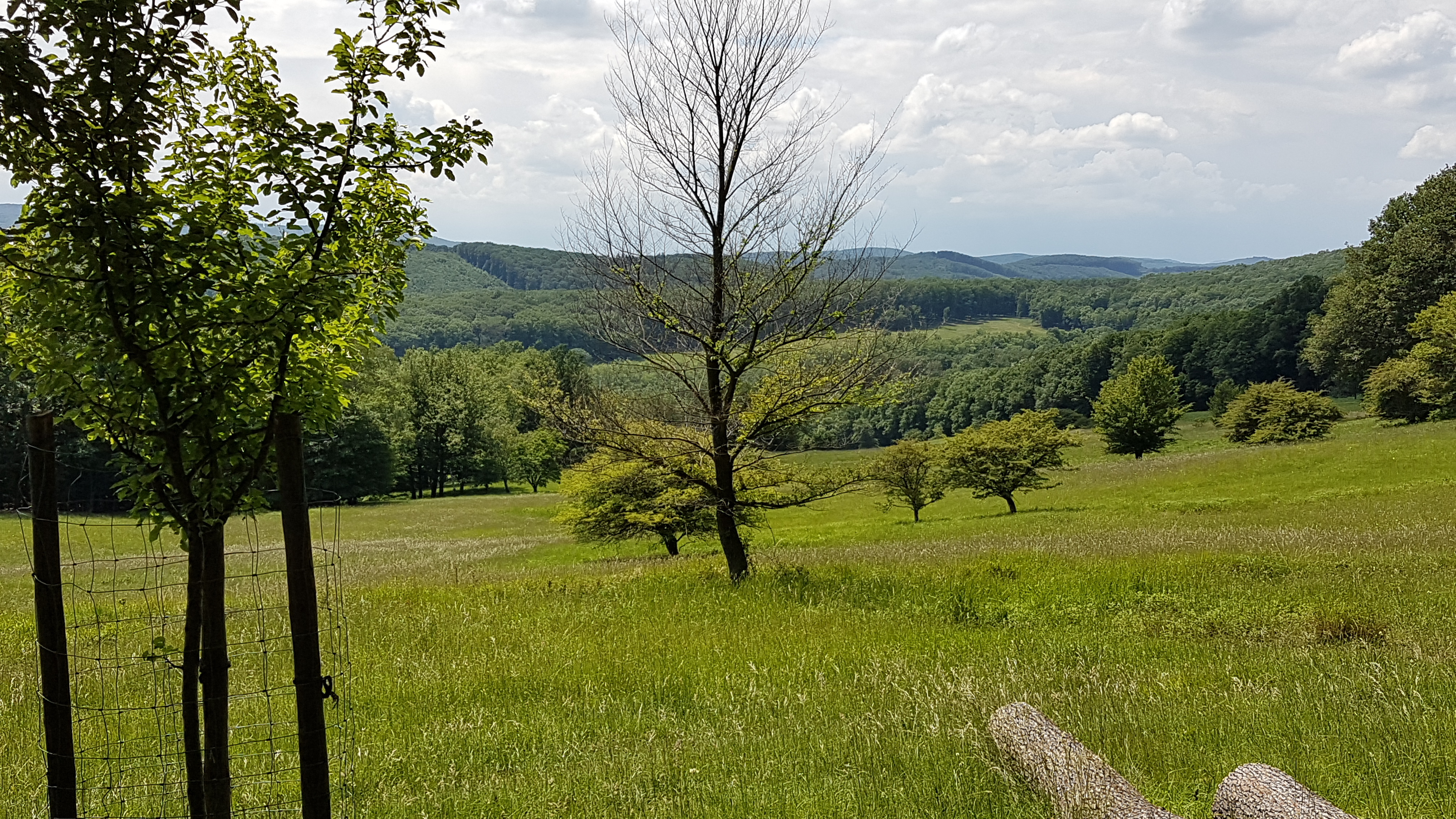
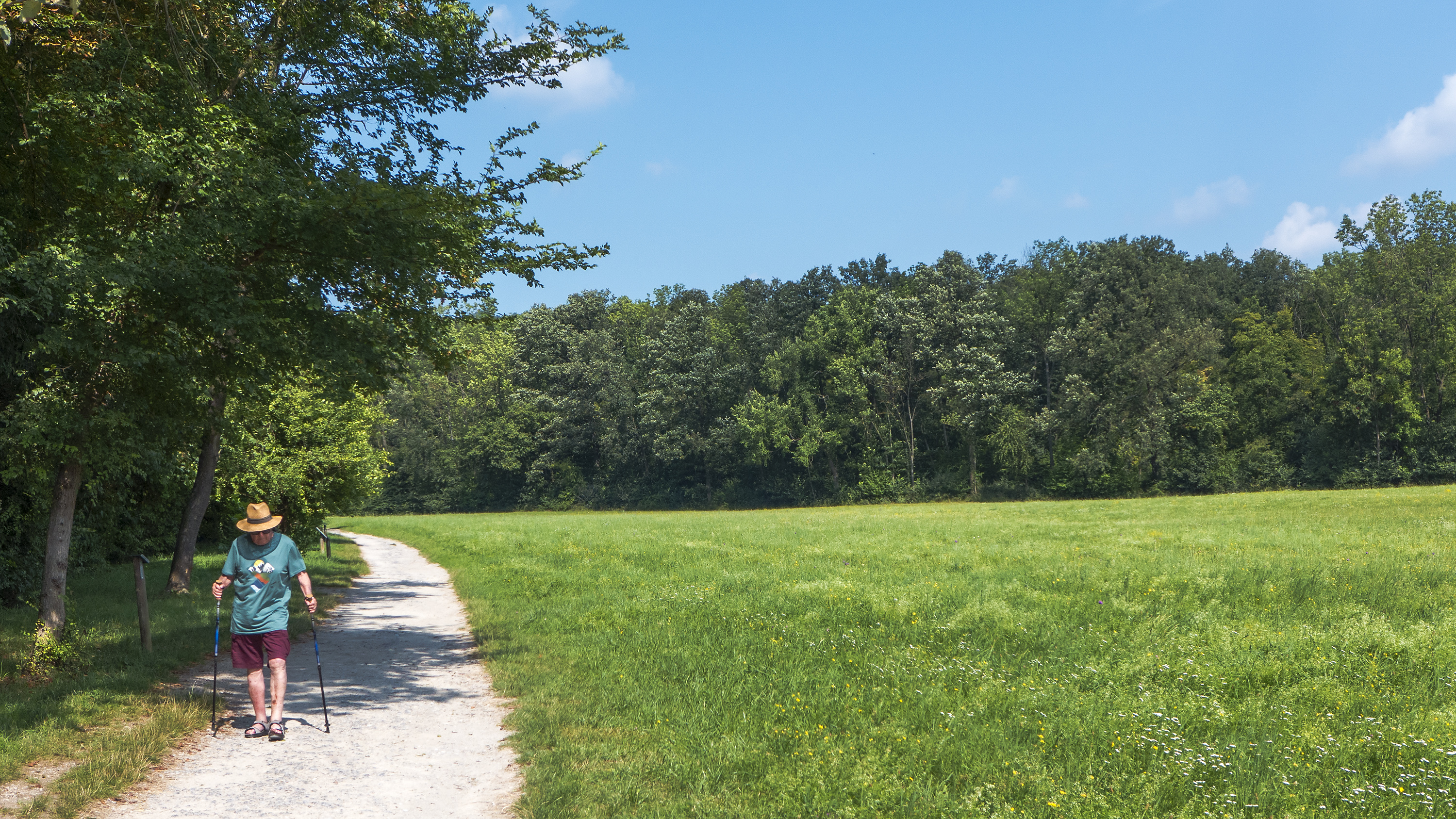